# Công nghị Constantinopolis (1872)
Công nghị Constantinopolis là một Công nghị Toàn-Chính thống giáo (Pan-Orthodox), được triệu tập và chủ trì bởi Thượng phụ Đại kết Anthimus VI, và sự tham dự của Thượng phụ Sophronius IV của Alexandria và Procopius II của Jerusalem cùng với một số giám mục.
Công nghị lên án học thuyết Phyletism về tương quan giữa quốc gia và giáo hội (Thuyết vị chủng với niềm tin rằng các Kitô hữu Chính thống giáo ở một địa điểm và thời gian nên được chia thành phân khu riêng biệt, dựa trên dân tộc). Công nghị cũng kết án ly giáo Bulgaria. Các quyết định của Công nghị này về sau được chấp nhận bởi Giáo hội Chính Thống địa phương khác nên cũng được xem là công đồng đại kết của Chính thống giáo Đông Phương.